# Rocco (film 2016)
Rocco è un documentario del 2016 diretto da Thierry Demaizière e Alban Teurlai.
Il film ripercorre la carriera trentennale e la vita privata dell'attore e regista pornografico Rocco Siffredi, tra vita familiare e set cinematografici raccontando i retroscena dell'industria del cinema pornografico.

## Distribuzione
Il documentario è stato presentato in anteprima alla 73ª Mostra internazionale d'arte cinematografica di Venezia nella sezione "Giornate degli Autori". In Italia è stato distribuito nelle sale cinematografiche per quattro giorni, dal 31 ottobre al 3 novembre 2016, a cura di BiM Distribuzione.